# بار (محاسبات)

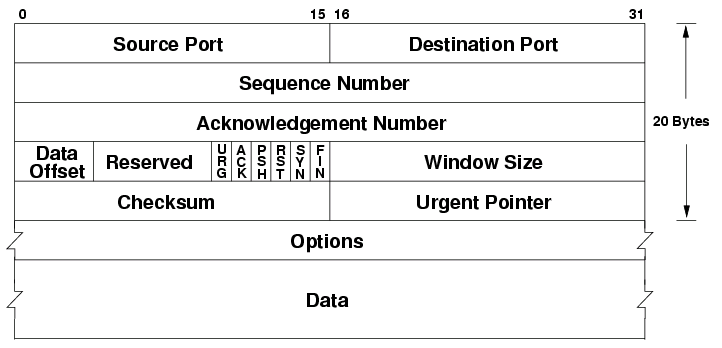
جدول بار

بار (به انگلیسی: Payload) که در علوم رایانه به عنوان بار محاسباتی یا محموله محاسباتی عنوان می‌شود، بخشی از داده های ارسالی است که می‌تواند خود پیام مورد نظر واقعی باشد. سرصفحه‌ها و فراداده‌ها فقط برای فعال کردن تحویل بار ارسال می‌شوند.
در زمینه بدافزارهای رایانه‌ای، یک ویروس یا کرم رایانه‌ای،  بار محاسباتی از بدافزار است که اقدامات مخربی را انجام می دهد.
این اصطلاح از حمل و نقل وام گرفته شده است، جایی که بار به بخشی از محموله اشاره دارد که هزینه حمل و نقل را پرداخت می کند.

## جستار‌های وابسته
- اکسپلویت
- باج‌افزار
- روت‌کیت